# Ellen Harding Baker
Ellen Harding Baker , ( Ohio o Indiana , 8 de junio de 1847 – 30 de marzo de 1886) fue una astrónoma y profesora estadounidense. Es conocida por su edredón del sistema solar, que utilizó como material didáctico en sus conferencias sobre astronomía .

## Biografía
Sarah Ellen Harding se casó con Marion Baker, del condado de Cedar, Iowa, el 10 de octubre de 1867. Durante la década de 1870, la familia se mudó a Lone Tree, condado de Johnson, donde Marion tenía un negocio de mercadería general. La pareja tuvo siete hijos juntos.
Ellen Harding Baker murió de tuberculosis el 30 de marzo de 1886.

### Obra destacada

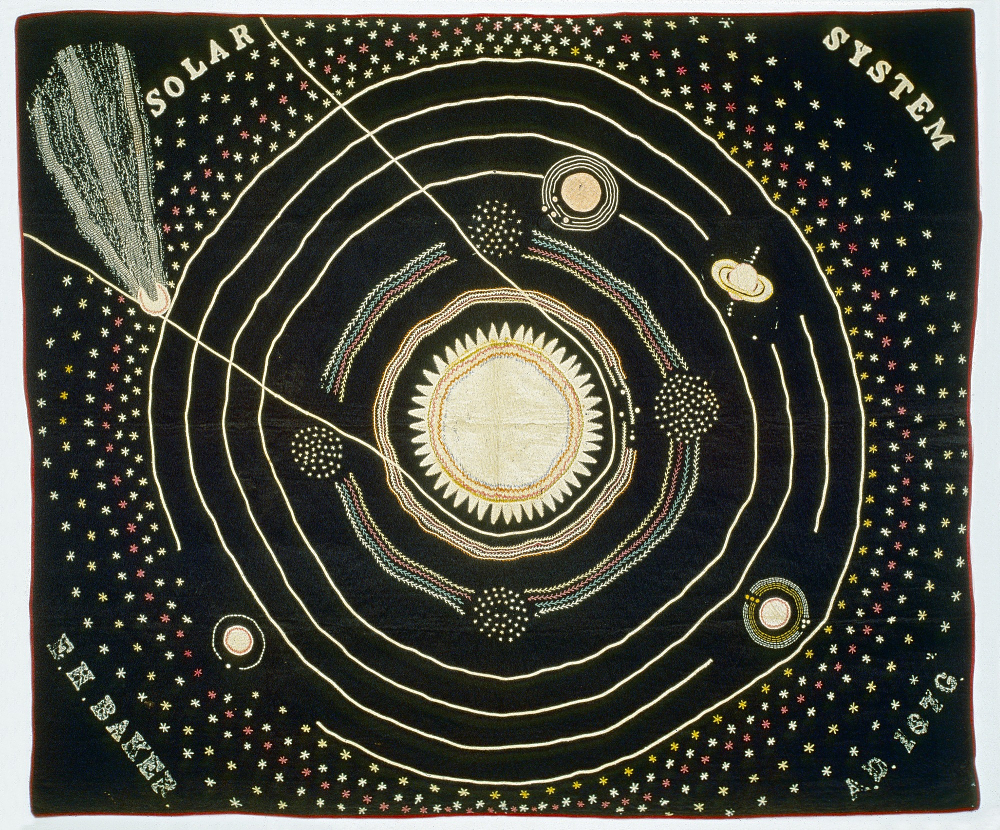
Edredón creado en 1876 por Ellen Harding Baker y utilizado para ayudar en sus conferencias de astronomía.

Ellen Harding Baker probablemente comenzó a crear la colcha del sistema solar en 1876, como lo demuestra el "AD 1876" bordado en la esquina inferior derecha. Al parecer, tardó hasta 1883 en completar el proyecto. En septiembre de ese año, el New York Times recogió una cita de un periódico de Iowa que decía que "la Sra. M. Baker, de Lone Tree, acaba de terminar una colcha de seda que le llevó siete años confeccionar. Tiene el sistema solar trabajado de forma completa y precisa". 
La colcha tiene una parte superior de lana adornada con apliques de tela de lana, trenza de lana y bordados de lana y seda. El diseño de la colcha se asemeja a las ilustraciones que se encuentran en los libros de astronomía de ese período de tiempo. La colcha muestra el Sol en el centro y los ocho planetas del Sistema Solar (con órbitas indicadas alrededor del Sol), así como el cinturón de asteroides. También se muestra la miríada de estrellas que existen más allá del Sistema Solar. Se incluyen las lunas galileanas de Júpiter, así como las lunas de la Tierra, Saturno, Neptuno y Urano, al igual que los anillos de Saturno. La parte superior izquierda de la colcha muestra un gran cometa, que probablemente sea C/1874 H1, descubierto en 1874 por Jérôme Eugène Coggia.
La colcha mide 225 x 269 cm (89 x 106 pulgadas). Actualmente se encuentra en posesión del Instituto Smithsoniano, Museo Nacional de Historia Estadounidense. Fue donada al museo por Patricia Hill McCloy y Kathryn Hill Meardon, quienes son descendientes de la hija de Baker, Carrie.
En el libro infantil She Stitched The Stars: A Story Of Ellen Harding Baker's Solar System Quilt, escrito por Jennifer Harris, se cuenta una historia ficticia sobre la creación del Solar System Quilt y con el comentario inicial: «En una época en la que se suponía que las niñas y las mujeres debían limitar su mundo al hogar, una madre miró más allá: al espacio.» .

### Inspiración
El artículo que describe la finalización del Solar System Quilt informa que "la dama fue a Chicago para ver el cometa y las manchas solares a través del telescopio para poder ser muy precisa". Se había instalado un telescopio en el edificio de la Exposición Industrial Interestatal en Chicago para permitir a los ciudadanos y visitantes ver el cometa Coggia , descubierto en 1874. El Gran Cometa de 1882 también puede haber sido el objeto celeste que Baker había viajado a Chicago para ver.
Otra fuente de inspiración puede haber sido Maria Mitchell, profesora de astronomía en el Vassar College. En agosto de 1869, Mitchell llevó a cuatro de sus alumnas a Burlington, Iowa, para estudiar un eclipse solar. Irónicamente, Mitchell condenó la costura como "la cadena de la mujer, y la ha encadenado más que las leyes del país". Sin embargo, reconoció que la atención al detalle aprendida a través de esa artesanía se traduce bien en el estudio de la astronomía cuando escribió que "el ojo que dirige una aguja en las delicadas mallas del bordado también dividirá en dos una estrella con la telaraña del micrómetro".